# Hradec-Nová Ves
Pour les articles homonymes, voir Hradec.
Hradec-Nová Ves (en allemand : Gröditz-Neudorf) est une commune du district de Jeseník, dans la région d'Olomouc, en Tchéquie. Sa population s'élevait à 401 habitants en 2020.

## Géographie
Hradec-Nová Ves se trouve à 9 km au nord-est de Jeseník, à 77 km au nord d'Olomouc et à 205 km à l'est-nord-est de Prague.
La commune est limitée par Velké Kunětice au nord, par Mikulovice à l'est et au sud-est, par Písečná au sud-ouest, et par Supíkovice à l'ouest.

## Histoire
La première mention écrite du village date de 1351.